# Place du Général-Cochet
La place du Général-Cochet est une voie située dans le quartier d'Amérique du 19e arrondissement de Paris.

## Situation et accès
La place est desservie par la ligne de métro 5 à la station Porte de Pantin.

## Origine du nom
Elle porte le nom du général Gabriel Cochet (1888-1973).

## Historique
Cette place est créée par un arrêté municipal du 27 juillet 1979 sur l'emprise des voies qui la bordent et principalement celle de la rue Petit.